# 獅子王：木法沙
《獅子王：木法沙》（英語：Mufasa: The Lion King）是一部2024年美國歌舞劇情片。本片改編自迪士尼1994年動畫電影《獅子王》，也是2019年電影《獅子王》的前傳兼續集，由貝瑞·傑金斯執導，傑夫·內桑森編劇，配音陣容包括艾倫·皮爾、小凱文·哈里遜、約翰·卡尼、塞斯·羅根、比利·艾西納、唐納·葛洛佛、邁茲·米克森、譚蒂·紐頓、布魯·艾薇·卡特以及碧昂絲。
《獅子王：木法沙》由華特迪士尼工作室電影排定2024年12月20日於美國上映。

## 劇情介紹
辛巴成為榮耀國國王後，和娜娜有了個女兒，名叫琪拉雅，而且牠們還期待著另一隻幼崽的降生。牠們離開前往綠洲，讓娜娜在那裡生下孩子，而辛巴要求丁滿和彭彭照顧琪拉雅。拉飛奇很快就去看望牠們，並決定分享關於牠的祖父木法沙的故事。
木法沙和牠的父母馬塞戈和阿菲亞尋找傳說中的“美莱蕾（Milele）”。但意外發生一場洪水把木法沙衝進了一片濕地，在那裡牠遇見了獅王幼崽塔卡（刀疤年輕時的名字）。還遭到鱷魚的襲擊，直到塔卡的母親葉舍介入。牠接受了木法沙，但塔卡的父親奧巴西國王批評牠與外來者交朋友，稱木法沙為“流浪兒”。於是牠讓兒子與木法沙進行一場比賽，以決定後者是否能加入獅群。當木法沙因精疲力竭而落後時，塔卡放棄比賽，以便牠能留下來。
隨著木法沙和塔卡長大，牠們之間建立深厚的感情，國王奧巴西試圖讓塔卡留在牠身邊，並命令木法沙和母獅待在一起。葉舍教木法沙狩獵、運用感官以及其他生活技能。有一天出去打獵時，兩隻白獅襲擊了牠們。葉舍受到攻擊，於是木法沙幫助牠。最終殺死了其中一隻（白獅王基洛斯的兒子夏柱），並迫使另一隻白獅逃跑。塔卡目睹這次襲擊，但害怕地撤退了。倖存者告知「外來者」的首領基洛斯（Kiros），這群獅子因為身上的白色皮毛而被各自的獅群驅逐。基洛斯為被木法沙殺害的兒子尋求復仇。奧巴西命令木法沙與塔卡一起離開並尋找新的家園，以便塔卡延續獅王的血脈。
兩隻亞成年公獅遇到了一隻流浪母獅沙拉碧、犀鳥沙祖以及後來的山魈拉飛奇。塔卡被母獅沙拉碧吸引；這群動物穿過一座白雪皚皚的山脈，而沙祖則在雪地裡製造小型雪崩掩蓋牠們的蹤跡。然而，當沙拉碧明顯更喜歡木法沙時，塔卡就感到嫉妒。於是塔卡與白獅王基洛斯會面，並提出幫助牠獵殺木法沙，並沿途留下蹤跡。
當兄弟倆到達“美莱蕾（Milele）”時，牠們被白獅子追上。基洛斯告訴木法沙的結義兄弟塔卡的背叛。把木法沙逼進山洞，精疲力竭的木法沙差點被殺死，躲在一旁的塔卡突然回想起兒時與木法沙度過的美好時光，因背叛而悔恨不已的塔卡介入兩隻獅子的戰鬥中，基洛斯在牠的左眼皮上留下標誌性傷疤。後來發生地震，導致木法沙和基洛斯掉入洞穴湖。然而掉下一塊落石讓木法沙將基洛斯推至其下方而死，後牠往上游到安全的地方。木法沙筋疲力盡很難從水裡出來，但再次被塔卡救了上去。在基洛斯被木法沙打敗後，加冕為米勒勒（現稱為榮耀國）國王的木法沙，指責塔卡的背叛行為並允許牠留在王國，但為了提醒牠過去的行為，並發誓再也不叫牠以前的名字，塔卡給自己取名為“刀疤”。隨後，木法沙登上新形成的榮耀石，發出勝利的吼叫，而刀疤則在後面注視著。
回到現在，琪拉雅向天空咆哮。牠和朋友們與自己的父母辛巴和娜娜重聚，並見到了牠剛出生的弟弟，琪拉雅主動向牠講述了木法沙的故事。

## 配音員與角色
| 配音員             | 配音員                         | 配音員                                        | 配音員                                        | 角色   | 備註 |
| 美國               | 臺灣                           | 香港                                          | 中国大陆                                      | 角色   | 備註 |
| 艾倫·皮爾          | 張立昂 許書豪(唱) 唐向磊(年幼) | 梁皓翔 陳彥廷(唱) 黃梓賢(年幼) 林晞暘(年幼唱) | 张若昀 王文浩(唱) 王沄辰(年幼) 王博汉(年幼唱) | 木法沙 | 幼时在洪灾中与父母失散，被塔卡一家收養的獅子孤兒，榮耀國的獅王，辛巴的父親。勇敢无畏，聪明睿智。受到白狮的袭扰后，与塔卡一起寻找美莱蕾，邂逅一群个性迥异的卓越伙伴，途中经历诸多磨难，凭借自身的能力和品质，成为团队的核心。 |
| 小凱文·哈里遜      | 蔣鐵城 張義欣(唱) 王玨(年幼)   | 李震權 鄭君熾(唱) 簡綽熹(年幼)                | 张晚意 张申骋(唱) 张泽睿(年幼) 徐浩铭(年幼唱) | 塔卡   | 「刀疤」，前榮耀國的王儲，木法沙的弟弟（沒有血緣關係），辛巴的叔叔。童年的塔卡与木法沙一起度过许多快乐的时光，是亲密无间的伙伴，成年后遇到许多困难和挑战，暴露出自己的性格弱点，因为内心的挣扎和兄弟情谊而选择救木法沙。     |
| 塞斯·羅根          | 林谷珍                         | 黃文偉                                        | 冯盛                                          | 彭彭   | 頭腦遲鈍的疣豬，丁滿的搭檔，也是辛巴的好友。 |
| 比利·艾西納        | 賈文安                         | 陳振聲                                        | 郝祥海                                        | 丁滿   | 愛說俏皮話的狐獴，彭彭的搭檔，也是辛巴的好友。 |
| 約翰·卡尼          | 夏治世 謝文德(青年唱)          | 黃志成 蔡忠衛(青年)                           | 郭政建 林强(青年)                             | 拉飛奇 | 充滿智慧的山魈，榮耀國的巫師以及木法沙的密友。有着独特的洞察力和预知能力，在木法沙和塔卡寻找美莱蕾的过程中，为他们提供建议和帮助，帮助木法沙做出正确的决策。见证木法沙的成长和崛起，也目睹塔卡的转变和堕落。                 |
| 蒂芬妮·布恩        | 吳佳樺 曾思瑜(唱)              | 麥紫筠                                        | 陆庚宜 路默依(唱)                             | 沙拉碧 | 榮耀國的王后，木法沙的妻子，辛巴的母親。勇敢坚强，温柔高贵。遇到了同样在寻找美莱蕾的木法沙和塔卡，因此结伴同行。在相处过程中，莎拉碧被木法沙的勇敢、智慧和责任感所吸引，最终选择了木法沙。                                   |
| 普萊斯頓·尼曼      | 鈕凱暘 黃欣偉(唱)              | 張振熙 鄭君熾(唱)                             | 周深                                          | 沙祖   | 紅嘴犀鳥，榮耀國的總管。忠诚可靠，幽默风趣。途中面对诸多困难和挑战，都坚定不移地站在伙伴们身边，利用空中优势侦察敌情，帮助伙伴们掩盖行踪躲开白狮群的追捕。                                                                   |
| 邁茲·米克森        | 王希華 江翊睿(唱)              | 葉振聲                                        | 赵铭洲 马闯(唱)                               | 基洛斯 | 令人畏懼的白獅王。体格强壮，残暴冷酷。不惜一切代价，爬到权力阶级的最上层。不仅对木法沙等敌人赶尽杀绝，甚至对自己的手下也毫不留情，一旦内部成员对其行为提出质疑，便会立刻动用杀伐手段，以暴力捍卫权威。                       |
| 唐納·葛洛佛        | 王辰驊                         | 盧家煒                                        | 吴凌云                                        | 辛巴   | 現任榮耀國的獅王，木法沙和沙拉碧的兒子。 |
| 碧昂絲·諾爾斯-卡特 | 張乃文                         | 葉嘉敏                                        | 李敏                                          | 娜娜   | 現任榮耀國的王后，辛巴的妻子。 |
| 譚蒂·紐頓          | 汪世瑋                         | 邵美君                                        | 杨晨                                          | 葉舍   | 塔卡的母親。賢慧善良、温柔體貼、富有母愛。 |
| 藍尼·詹姆士        | 宋克軍                         | 潘文柏                                        | 李楠                                          | 奧巴西 | 塔卡的父親。實行讓塔卡和公獅生活在一起，木法沙只能待在母獅群，因接受完全不同的教養方式，造就牠們一生性格迥異的根源。 |
| 凱斯·大衛          | 林谷珍 韓卓軒(唱)              | 高翰文 林俊(唱)                               | 杨默 袁岱(唱)                                 | 馬塞戈 | 木法沙的父親。 |
| 阿尼卡·諾尼·羅斯   | 崔幗夫 陳瑽(唱)                | 杜雯惠 林天恩(唱)                             | 张丽敏 斯琴Mia(唱)                            | 阿菲亞 | 木法沙的母親。 |
| 布魯·艾薇·卡特     | 顏蕾容                         | 關善文                                        | 郭婧怡                                        | 琪拉雅 | 辛巴和娜娜的女兒。 |

## 製作

### 發展
2020年9月，據報導迪士尼正在開發真實版《獅子王》的後續電影，由貝瑞·傑金斯執導，傑夫·內桑森回歸編劇。2022年9月，迪士尼在D23博覽會上正式宣布製作，並公布片名為《獅子王：木法沙》（Mufasa: The Lion King）。

### 選角
2021年8月，亞倫·皮埃爾和小凱爾文·哈里遜加入配音陣容，分別聲演年輕時期的木法沙以及刀疤。2022年9月，宣布塞斯·羅根、比利·埃西納和約翰·卡尼爾回歸，分別聲演彭彭、丁滿以及拉飛奇。

### 拍攝
2022年9月舉行的D23博覽會上，迪士尼向在場觀眾展示有關拉飛奇講述木法沙的過去的片段，揭露拍攝已經進行中。Moving Picture Company將回歸提供視覺效果。

## 音樂
2022年6月，尼可拉斯·布泰爾獲聘擔任電影原聲帶的作曲家。2022年9月，宣布漢斯·季默和菲瑞·威廉斯也將回歸為電影製作音樂。

## 發行
《獅子王：木法沙》由華特迪士尼工作室電影排定2024年7月5日於美國上映，後因2023年演员工会-美国电视和广播艺人联合会大罢工而延期至2024年12月20日。

## 迴響

### 評價
爛番茄根據219條評論，本片獲得56%的新鮮度，平均得分5.8／10，觀眾的好評度為81%，平均得分4.2／5。在Metacritic上，本片獲得56分。評論家普遍對該片抱持混合評價，導演、音樂、聲演表現受到評論家的讚揚，批評處則集中於視覺效果和編劇的不足。

### 票房
| 上一届： 《海洋奇緣2》          | 2024年台北週末票房冠軍 第51-52週 | 下一届： 《進擊的巨人 完結篇 THE LAST ATTACK》 |
| 上一届： 《音速小子3》          | 2025年美國週末票房冠軍 第1週     | 下一届： 《鑽石大劫案：極盜戰》                |
| 上一届： 《鑽石大劫案：極盜戰》 | 2025年美國週末票房冠軍 第3週     | 下一届： 《高空殺機》                          |

## 外部連結
- 互联网电影数据库（IMDb）上《獅子王：木法沙》的资料（英文）
- 爛番茄上《獅子王：木法沙》的資料（英文）
- Box Office Mojo上《獅子王：木法沙》的资料（英文）
- Metacritic上《獅子王：木法沙》的資料（英文）
- AllMovie上《獅子王：木法沙》的资料（英文）
- 開眼電影網上《獅子王：木法沙》的資料（繁體中文）
- 豆瓣电影上《獅子王：木法沙》的資料 （简体中文）
- 时光网上《獅子王：木法沙》的資料（简体中文）